# 가우초

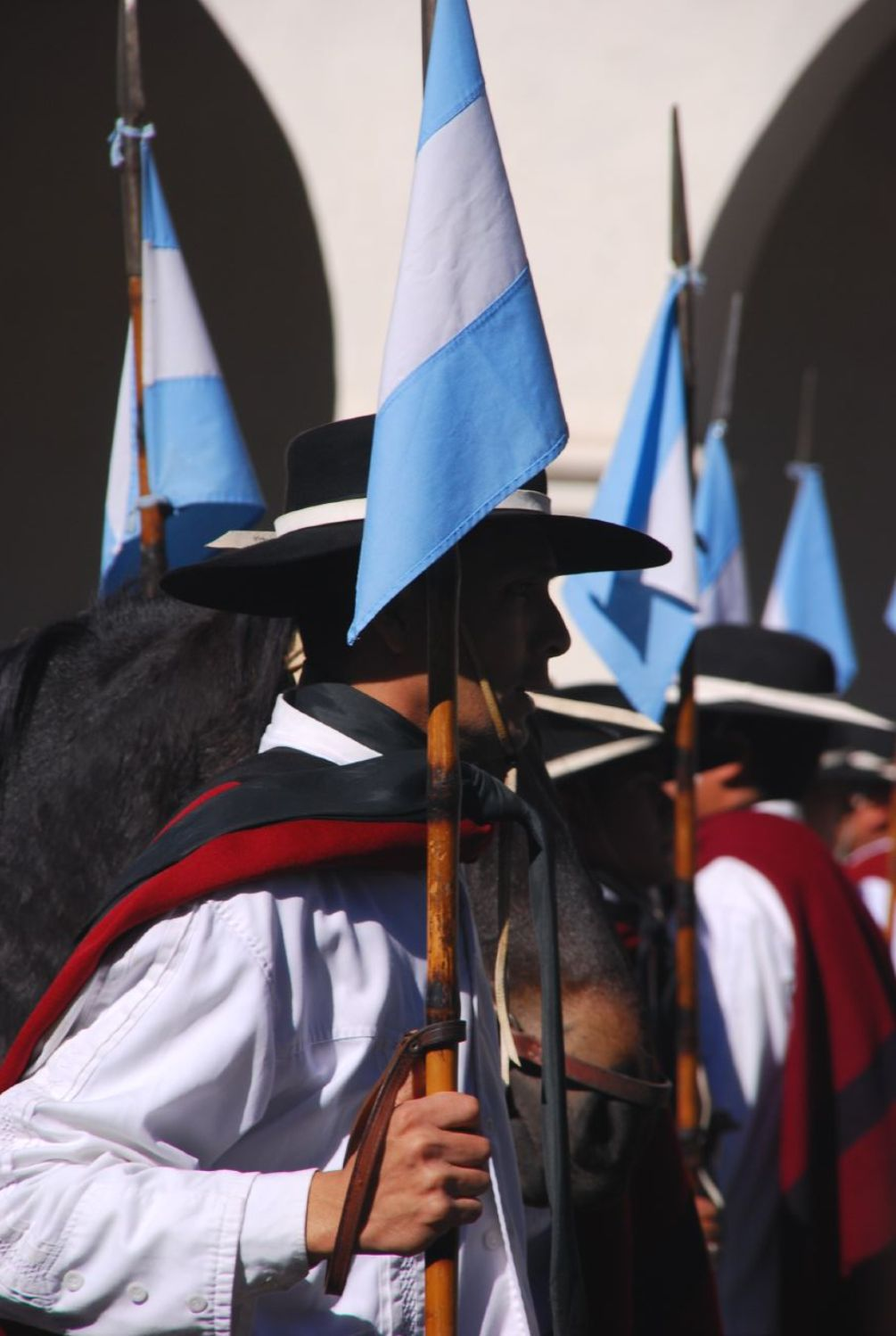
아르헨티나의가우초

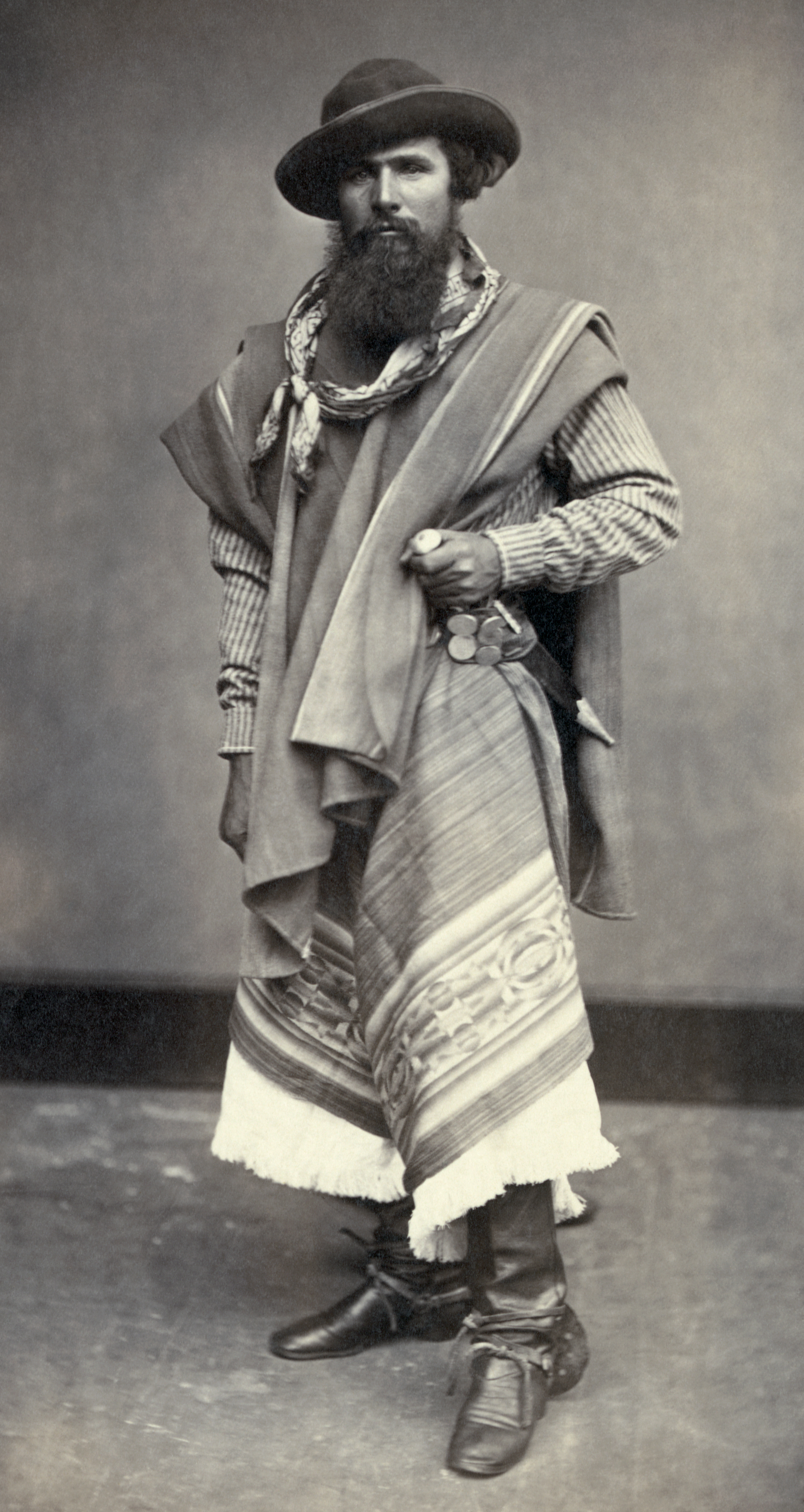
아르헨티나의가우초

가우초(스페인어: gaucho) 또는 가우슈(브라질 포르투갈어: gaúcho)는 남미의 아르헨티나, 우루과이, 브라질 대평원이나 팜파스에 살며 유목생활을 하던 목동이다. 대부분 에스파냐인과 인디언의 혼혈로 18세기 중반부터 19세기 중반까지 번성했다. 아르헨티나와 우루과이의 독립에 커다란 역할을 했으나 지금은 대부분 농장의 일꾼이나 도시의 날품팔이 노동자로 전락했다.

## 어원
가우초는 과라니족의 〈고아〉 나 <방랑자>를 가리킨 말이 어원으로 추측되며, 마프체족의 말로 <친구>(가츄)를 나타낸다는 설도 있으며, 브라질 남부 방언으로 "소잡는 사람"(가우데리오)를 나타낸다는 설도 있다.
가우초는 원래는 페루 방면에서 라 플라타 지방의 개척하러 온 스페인의 농업 이민자를 가리키던 말이었지만, 인디오와의 항쟁 중에 점차 농업을 포기했다. 이들은 19세기 후반에 라 플라타 지역 전체로 1,500만 마리~ 2,000만 마리에 이르는 야생 소나 말을 쫓아 생계를 유지하게 되었다. 이와 같이 라 플라타에서 태어난 가우초는 1680년의 콜로니아 델 새크라먼토의 건설로 시작된 반다 오리엔탈을 둘러싼 스페인, 포르투갈과의 경쟁 중에 점차 브라질 남부에도 전파되어, 현재의 히우그란지두술주를 중심으로 하는 지역에서는 포르투갈어로 가우슈라고 불리게 되었고, 오늘날 브라질에서는 이 지역 사람들을 통칭하는 표현으로 정착했다.
미국의 카우보이와 같은 일을 했으며, 스페인과 원주민의 혼혈이 많아졌다. 이들은 부에노스아이레스와 몬테비데오 상인에게 수출용 소나 말의 가죽과 고기를 도매하는 일에 종사했다. 이들은 도시 지식인에게 나쁜 인상을 주었고, 17세기에서 18세기 사이에는 오히려 하층 계급의 부랑자 같은 인간을 부정적으로 가리키는 것이었다. 이러한 존재는 흑인(아프리카계 아르헨티나 , 아프리카 우루과이 사람 ) 등도 포함했다.

## 역사
19 세기에 들어 가우초는 각지의 카우디죠에 이끌려 1806년, 1807년에 부에노스아이레스를 공격해 온 영국군을 물리쳤다. (영국의 파플라타 침략), 싸움에 능한 특성 상 이들은 아르헨티나, 우루과이, 브라질의 독립전쟁과 내전에도 종군 했다.

## 화보

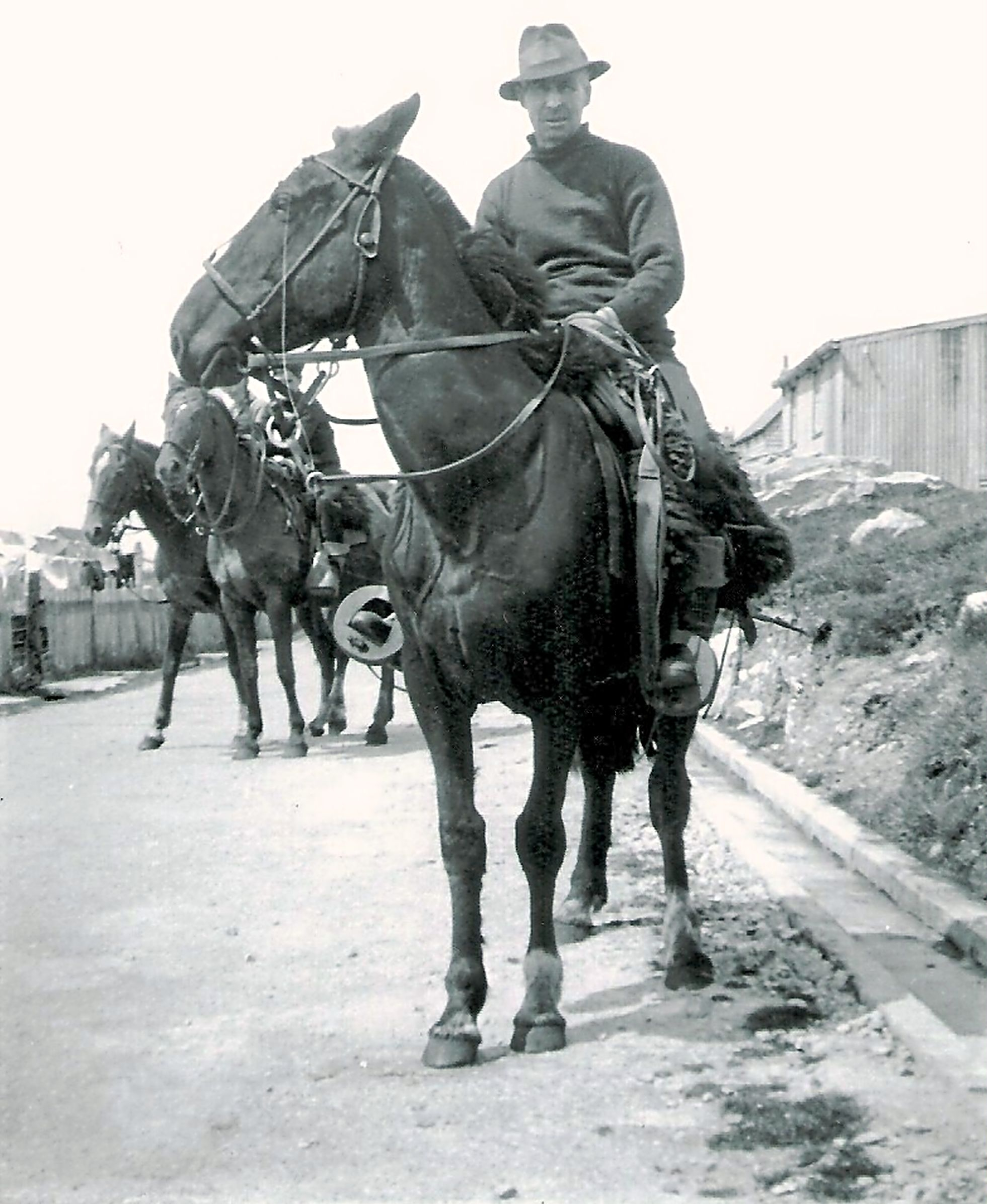
말 등위의 포크랜더스, 1936
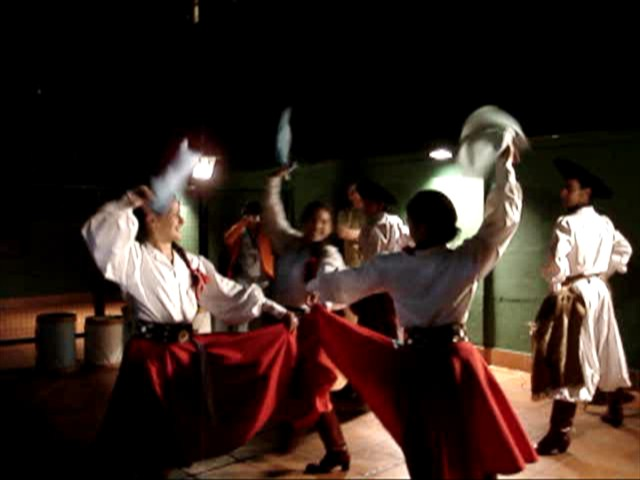
민속춤, 아르헨티나 잠바의 가우초
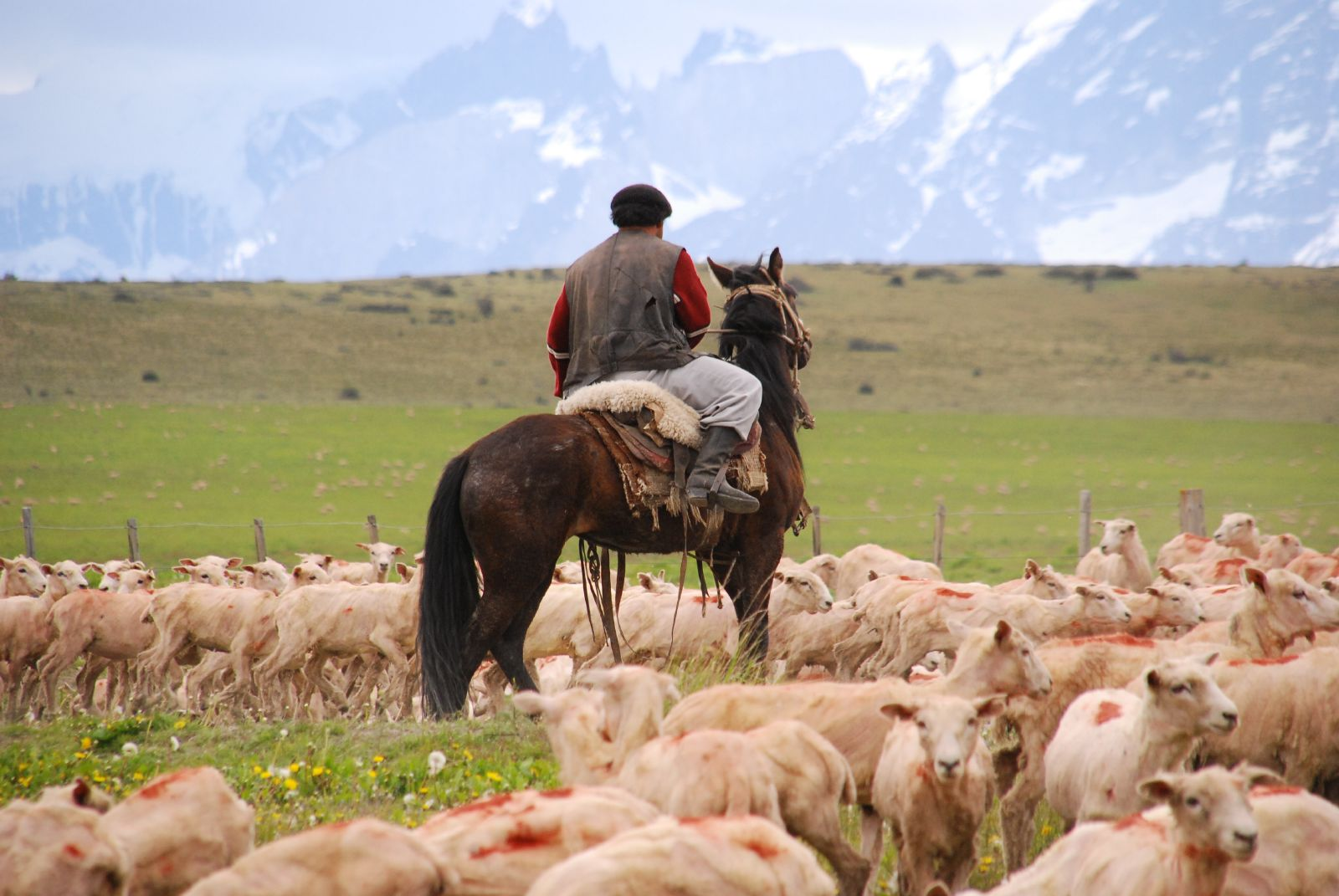
양을 돌보는 칠레 가우초

## 같이 보기
- 카우보이

## 참고 문헌
- 이 문서에는 다음커뮤니케이션(현 카카오)에서 GFDL 또는 CC-SA 라이선스로 배포한 글로벌 세계대백과사전의 내용을 기초로 작성된 글이 포함되어 있습니다.